# Сапега, Николай (1779—1843)
Николай Сапега (1779 — 23 ноября 1843, Томашполь) — польский военный, земянин и масон.

## Биография
Представитель польско-литовского княжеского рода Сапег герба «Лис». Второй сын последнего воеводы смоленского, князя Францишека Ксаверия Сапеги (1741/1746 — 1806/1808), и Терезы Суфчинской (1744—1827).
После смерти своего отца в 1808 году Николай Сапега унаследовал имение Красилов на Волыни.
С мая 1802 года — рыцарь Мальтийского ордена. В армии Герцогства Варшавского дослужился до чина подполковника. Занимал должность адъютанта польского генерала Яна Генрика Домбровского. В сентябре 1809 года он был награждён Золотым Крестом Ордена Virtuti Militari.

## Семья и дети
В 1806 году в Вене женился на Идалии Потоцкой (21 мая 1792 — 11 июля 1859), младшей дочери Юзефины Амалии Мнишек (1752—1798), второй жены воеводы русского, графа Станислава Щенсного Потоцкого (1752—1805). В браке родились три дочери:
- Пелагея (1809 — 23 августа 1892), муж с 1823 года Виктор Казимир Чацкий (1801—1853)
- Тереза (3 апреля 1811 — 13 мая 1895), муж с 1830 года Пшемыслав Потоцкий (1805—1847)
- Идалия (1813 — 31 августа 1861), муж с 1837 года Констант Станислав Чорба (ок. 1809—1849).

Младший брат Николая Павел Сапега был женат на Пелагее Потоцкой, родной сестре Идалии.